# Petit Bleu du matin

Le Petit Bleu du matin est un quotidien à un sou, imprimé sur papier bleuté, créé à Bruxelles en 1893. C'est le premier journal belge illustré. Il est fondé par Gérard Harry, un libéral et ardent partisan de la cause coloniale.

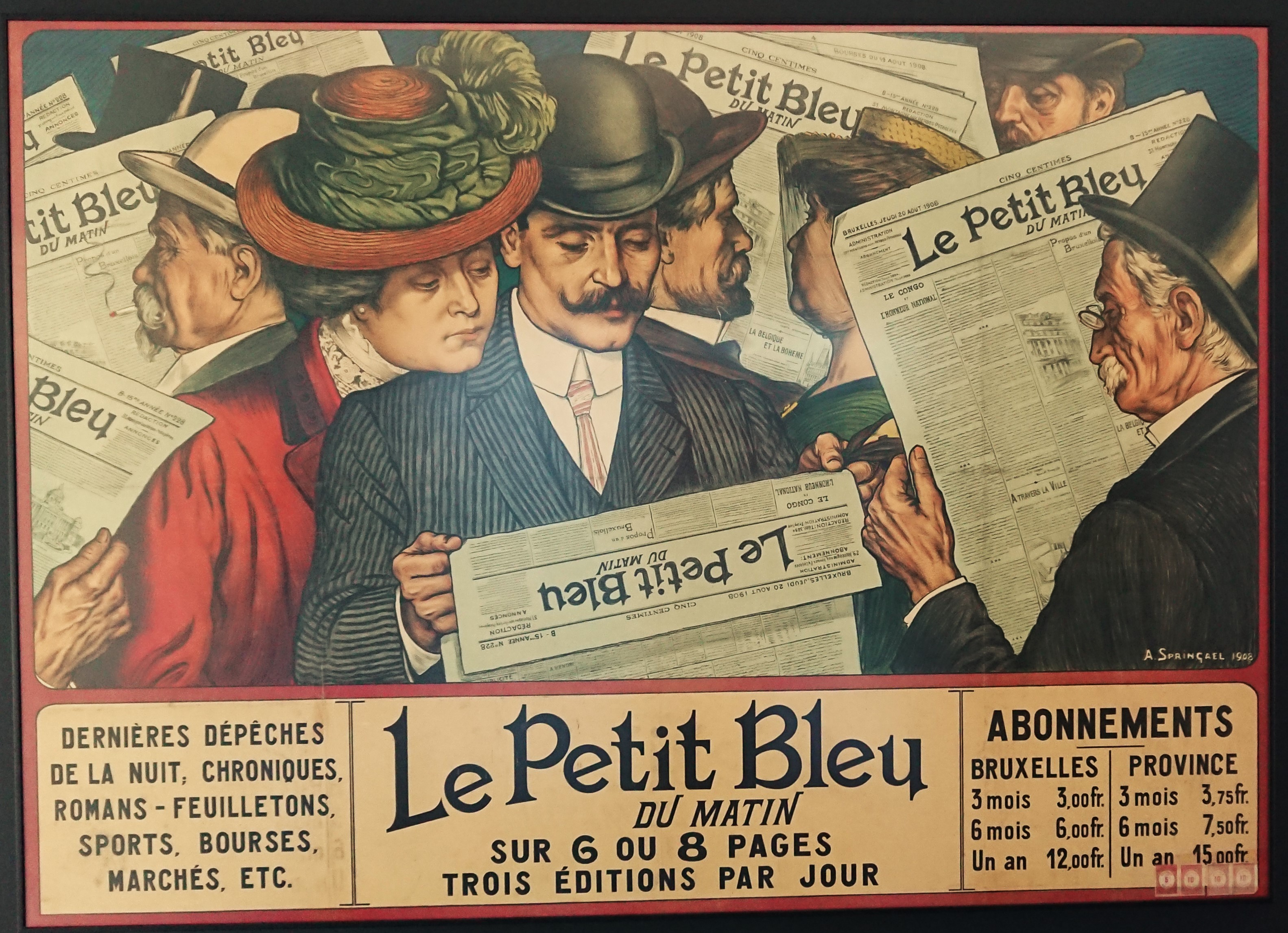
Le Petit Bleu Du Matin, affiche publicitaire, août 1908 (140x100cm) - tirée à 80 exemplaires (Antoine Springael, Bruxelles 1871-1928) - collection privée.

## Histoire

### La naissance du premier illustré belge
Le Petit Bleu nait en 1893 sous les auspices de L'Indépendance belge, quotidien bruxellois fondé en 1831. En 1893, il a pour directeur et rédacteur en chef le journaliste franco-américain Gérard Harry, connu pour avoir effectué en 1878 la première interview de l'explorateur Henry Morton Stanley après la découverte du cours du fleuve Congo depuis le sud du Maniema jusqu'à l'Atlantique. Mais en 1893, son journal traverse de sérieuses difficultés financières. Il perd de nombreux lecteurs sur son concurrent L'Étoile belge. Gérard Harry décide alors de fonder un nouveau titre à un sou pour suivre l'intérêt des lecteurs pour la Petite presse.
S'inspirant du premier journal illustré britannique (Illustrated London News) pour lequel travaille la famille de Gérard Harry, le nouveau quotidien belge est imprimé sur papier bleu. Ses articles allient un ton léger à un esprit progressiste. Il élit domicile à côté des bureaux de L'Indépendance belge, rue des sables, véritable "Fleet street" bruxelloise de l'époque, du nom de la rue de Londres où était située tous les grands quotidiens anglais. Le Petit Bleu du matin embauche dès ses débuts Elise Beeckman, l'une des premières femmes journalistes belges. Francophone et né de parents anglais, Gérard Harry se dépense sans compter. Il est rapidement surnommé « Harry Ier, empereur du Petit Bleu ».
Le conseil d'administration de L'Indépendance belge affiche lui ses réserves sur ce lancement, craignant surtout que Le Petit bleu n'augmente le déficit financier du groupe. En fait, dès 1898, L'Indépendance belge n'est plus maintenu à flot que par Le Petit Bleu.

### La séparation d'avec la maison-mère

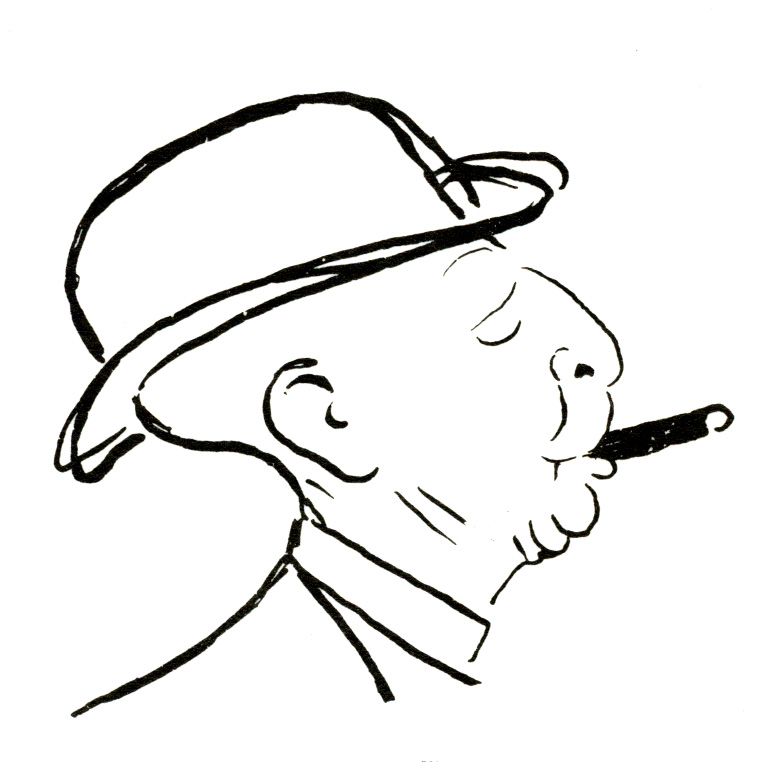
Gordon Bennett, ici caricaturé par Sem, crée un autre Petit Bleu à Paris, en 1898.

L'arrivée en 1898 de nouveaux actionnaires à L'Indépendance belge précipite la scission du groupe. Léon Bérardi, unique détenteur des actions du journal, est décédé l'année précédente. Son fils Gaston Bérardi (1849-1926), directeur du journal depuis 1884, en cède la propriété à un groupe de capitalistes franco-belges, qui « n'avait acquis le journal que pour en faire un instrument de propagande pacifiste », selon Gérard Harry. Ce dernier donne sa démission. Charles Tardieu prend la relève. Avec le concours de quelques amis, parmi lesquels l'aventurier colonial Charles Lemaire, Gérard Harry rachète le Petit Bleu du matin l'année suivante pour en faire une entreprise financièrement indépendante. Le Petit Bleu va alors s'installer dans un arrière-bâtiment de la rue Montagne-aux-Herbes-Potagères, toujours à Bruxelles. Sa réussite fait immédiatement école à l'étranger. Au même moment, un Petit Bleu de Paris est fondé le 4 août 1898 par le millionnaire américain Gordon Bennett, propriétaire du New York Herald. Il est dirigé par Gustave et Charles Simon. Pâle imitation du quotidien bruxellois, c'est un quotidien abondamment illustré par des caricatures et des dessins au trait, dont la diffusion s'effondre avant la Première Guerre mondiale, malgré les subventions.
Pendant la Guerre des Boers, le Petit Bleu du matin, passionné par l'Afrique, s'engage aussi, mais du côté des indépendantistes sud-africains, les Boers. Gérard Harry manifeste des sympathies affirmées pour la cause Afrikaaner, malgré la stricte neutralité affichée par le gouvernement belge dans ce conflit.

### Les grandes signatures du journal

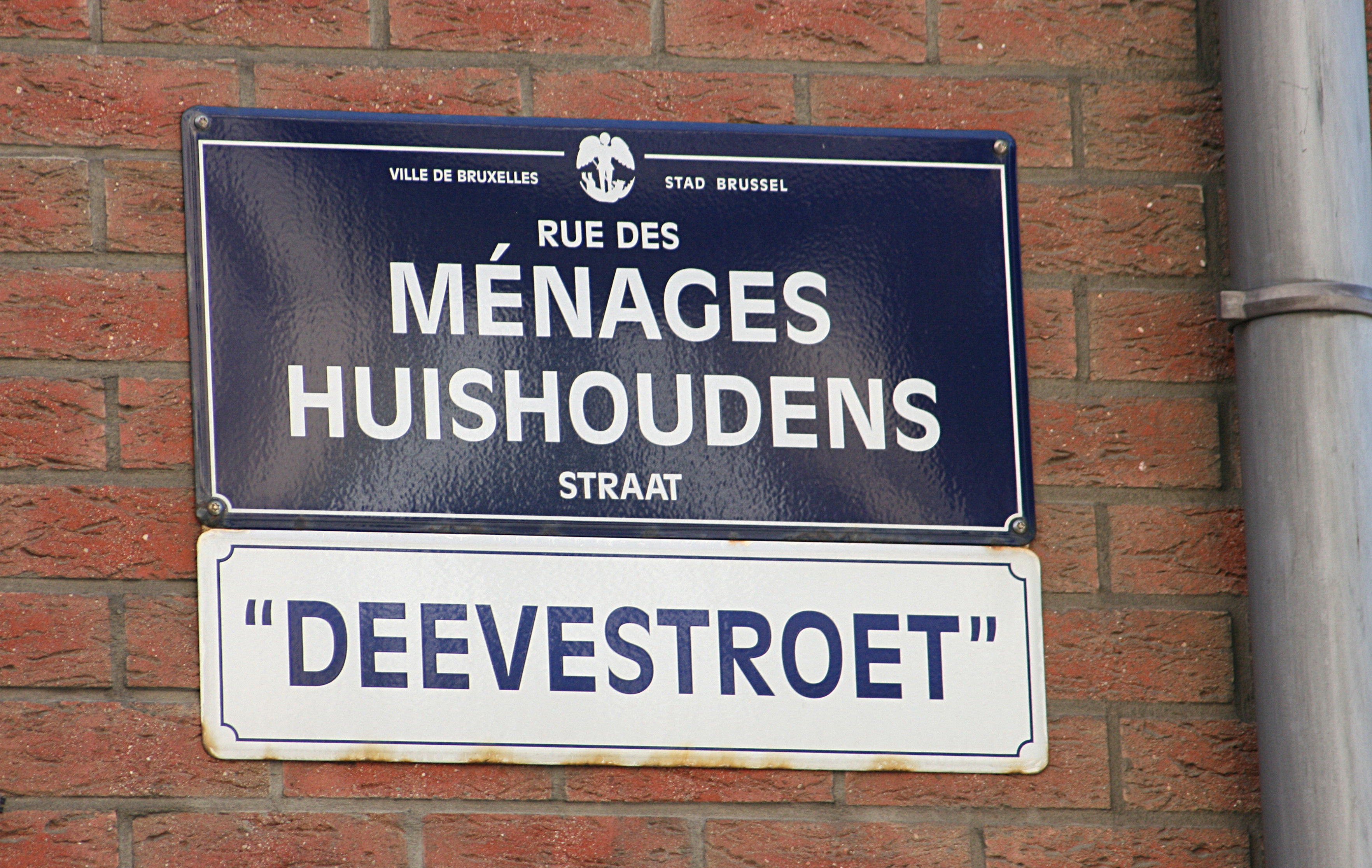
Rue des Ménages ou Deevestroet, c'est-à-dire rue des Voleurs en dialecte marollien, dans le quartier populaire dépeint par les chroniques de Léopold Pels dans le journal.

Dès 1900, le quotidien bruxellois est lui aussi aux prises avec des difficultés financières, après des années de réussite. En 1903, il crée cinquante obligations nominatives converties ensuite en obligations au porteur. Son contenu imaginatif lui permet de traverser cette crise. Dans ses colonnes, le financier et journaliste Léopold Pels (1853-1938), agent de change à Bruxelles, écrit des articles en français et en marollien, sous le pseudonyme "Bazoef", inspiré par le nom du chef d'une bande de voleurs qui sévissait dans le quartier en 1883. Surnommé le "Shakespeare des Marolles", il décrit le folklore régional, et rassemblera dans un ouvrage de 1903 un choix de ses poésies et chansons populaires : Œufs durs et mastelles (sorte de galette). Entre 1902 et 1904, un autre rédacteur du Petit Bleu, G. Freddy publie dans ses colonnes plus de quarante reportages grimés, sous la rubrique « études vécues », concernant le Bruxelles inconnu. Il commence par s'habiller en « miséreux » pour coucher « à l'asile de nuit » Baudouin, avant de tester la vie d’un marchand de fleurs, puis de confetti, de fruits, de buis, de chiens, de coco, puis devient rémouleur, garçon de café ou mendiant.

### Les pièges de l'aventure coloniale

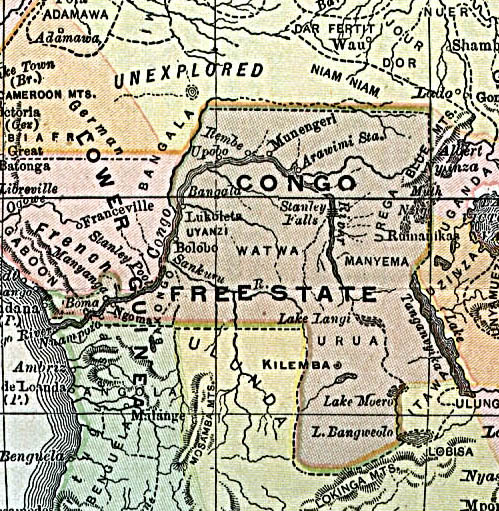
L'État indépendant du Congo, contrôlé par le Roi des Belges à partir de 1885.

Le projet de « défendre les idées libérales et coloniales » que s'est assigné Le Petit bleu du matin de Bruxelles dès 1894, est exacerbé par la fonte des bénéfices, qu'il faut remplacer par de l'argent public pour boucher les trous. Dans le numéro du 21 février 1906, on peut même lire que « la défense de l'œuvre coloniale est une des raisons même de l'existence » du Petit Bleu. Dès septembre 1904, Gérard Harry accepte un "subside" du "Bureau de la presse de l'État Indépendant du Congo", surnommé "le fonds des reptiles" : le quotidien touche dix-huit mensualités de cinq cents francs. Mais ce financement public fait du bruit jusqu'au parlement.
Charles Lemaire (1863-1926) qui a aidé à la création du journal et dont ses amis sont actionnaires, s'en émeut. Le "commandant Lemaire" se plaint de n'avoir pas été consulté et juge ces subventions inappropriées. Avant de partir pour l'Afrique, il a collaboré pendant quatre ans au Petit Bleu. Au terme de "pénibles péripéties", Charles Lemaire et Robert de Rongé, un de ses amis, finissent par vendre leurs actions et quitter le conseil d'administration.

### Le rachat par Georges Marquet

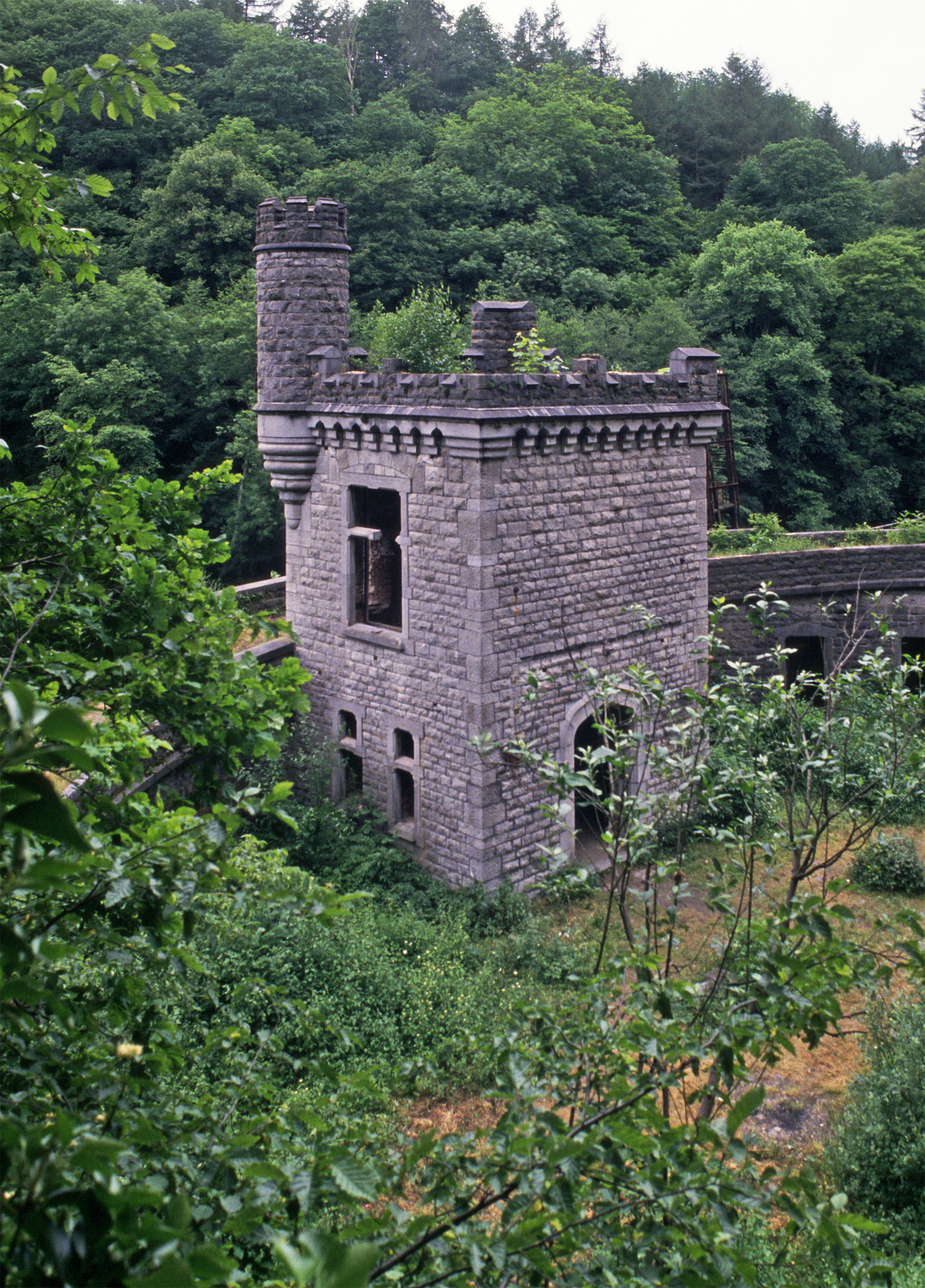
L'ancienne Halte royale du Château d'Ardenne, un des hôtels prestigieux de la chaîne d'hôtels de Georges Marquet.

Le journal est racheté par le millionnaire Georges Marquet en 1910, lequel a fait fortune dans les cercles de jeu. Peu avant, à partir de 1906, il acquiert de grands hôtels un peu partout en Europe. Il est propriétaire, entre autres, du Palace Hôtel de Bruxelles et du Château d’Ardennes de Houyet, mais aussi de grands hôtels de luxe à Madrid et Paris. Georges Marquet utilise Le Petit Bleu dans l'intérêt de ses affaires, ce qui « achève de discréditer le journal ». Il commence par écarter tous les anciens rédacteurs. Gérard Harry claque la porte de l'entreprise et Auguste Vierset prend sa place comme rédacteur en chef. Après la Première Guerre mondiale, il devient successivement La Presse, puis Demain, pour se muer finalement en Midi, journal d'information qui fait une large part aux nouvelles sportives et au hippisme.

## Chronologie
- 1876 : Gérard Harry, ex-correspondant parisien du New York Herald est recruté par L'Indépendance belge à Bruxelles.
- 1878 : Gérard Harry a le scoop de l'interview d'Henry Morton Stanley.
- 1893 : L'Indépendance belge fonde le Petit Bleu du matin à Bruxelles.
- 1898 : L'Indépendance belge reprise par un groupe de financiers.
- 1898 : Gérard Harry rachète le Petit Bleu du matin.
- 1910 : Georges Marquet lui rachète le Petit Bleu du matin.
- 1910 : Georges Marquet rachète L'Étoile belge.